# Marijan Varjačić
Marijan Varjačić (Srednji Mosti, 21. prosinca 1947.), spisatelj i kazališni ravnatelj, rođen u Srednjim Mostima (župa sv. Bendikta, dekanat Novigrad Podravski).

## Životopis
Živio i školovao se u Mostima, Čakovcu, Varaždinu i Zagrebu. Kraće vrijeme, u ranom djetinjstvu, boravio u Pitomači i Belici. Do 1990. za kruh služi kao juratuš.
Od 1990. do 2005. godine na čelu varaždinskog Kazališta, potom tajnik Kazališta i urednik kazališnih izdanja. Redakcija za kulturu Večernjeg lista proglasila ga je 1997. osobom godine u hrvatskom kazalištu. U književnim i drugim časopisima (Republika, Kolo, Kaj, Marulić i dr.) i u zbornicima HAZU, Zavoda  za književnost, kazalište i glazbu objavio pedesetak studija, ogleda i znanstvenih članaka o kazalištu, pjesništvu i umjetnosti uopće, po pravilu prepoznatljivih misaonih poticaja odnosno filozofskih preferencija (platonizam i njegovi refleksi do danas).
Dio radova sabrao je u dvije knjige: Lice nevidljivog: Prilozi teatrozofiji (2013.) i Put u ništa (2016.), obje u izdanju Društva hrvatskih književnika u Zagrebu. Knjigu Lice nevidljivog preporučio je prof. Georgij Paro kao literaturu studentima režije na Akademiji dramskih umjetnosti u Zagrebu. U časopisima (Mladost, Plavi vjesnik, Oko) tiskao rukovet pjesama. Objavio zbirku pjesama Saliera/Soljenka (2000.), knjigu Saecula scenica Varazdiniensia (2007.) o povijesti kazališta u Varaždinu, kao i monografiju Jagoda Kralj Novak (2019.). Knjige u rukopisu: Čudo jezika. Glose uz stihove hrvatskih pjesnika; Varaždinsko kazalište. Prilozi novijoj povijesti kazališta u Varaždinu. U obje knjige riječ je o izboru tekstova objavljenih u časopisima i zbornicima.
Dugogodišnji je sudionik znanstvenog simpozijuma Krležini dani i jedan od glavnih suradnika trećeg toma Repertoara hrvatskih kazališta (HAZU, Zagreb, 2002.). Godine 2009. utemeljio Bijenale kazališnog plakata i autorski ga vodio do 2019. Osnovao i uređivao časopis Kazalište (1993-1996.).

### Dodatak
Do svoje tridesete godine, u predkazališnom razdoblju, afirmirao se u stručnim pravničkim krugovima. Bio je član Upravnog odbora Društva pravnika u privredi Hrvatske, i predsjednik istoimenog regionalnog društva (varaždinska regija i Međimurje). Godine 1978. objavio, s još jednim koautorom, knjigu o radnom pravu, u izdanju Radničkih novina u Zagrebu. Recenzent knjige bio je poznati sudac Zlatko Crnić (od 1992. predsjednik Vrhovnog suda Hrvatske).

## Djela
- Saliera/Soljenka, 2000.
- Saecula scenica Varazdiniensia, 2007.
- Lice nevidljivog: prilozi teatrozofiji, 2013.
- Put u ništa i drugi ogledi, 2016.